# عمر شاهين (قرية)
قرية عمر شاهين هي إحدى القرى التابعة لمركز بدر في محافظة البحيرة في جمهورية مصر العربية. حسب إحصاءات سنة 2006، بلغ إجمالي السكان في عمر شاهين 6477 نسمة، منهم 3359 رجل و3118 امرأة.